# Richard Plüddemann

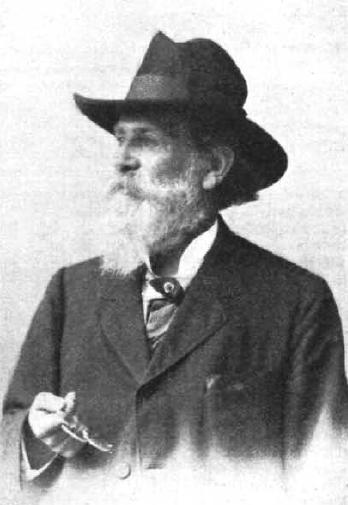
Richard Plüddemann ca. 1909

Richard Plüddemann (* 30. September 1846 in Funkenhagen, Pommern; † 1. Februar 1910 in Breslau; vollständiger Name: Richard Adolf Odo Plüddemann) war ein deutscher Architekt und Baubeamter. Er war langjähriger Stadtbaurat in Breslau und hat mit seinen Backsteinbauten die öffentliche Architektur der Stadt nachhaltig geprägt.

## Leben

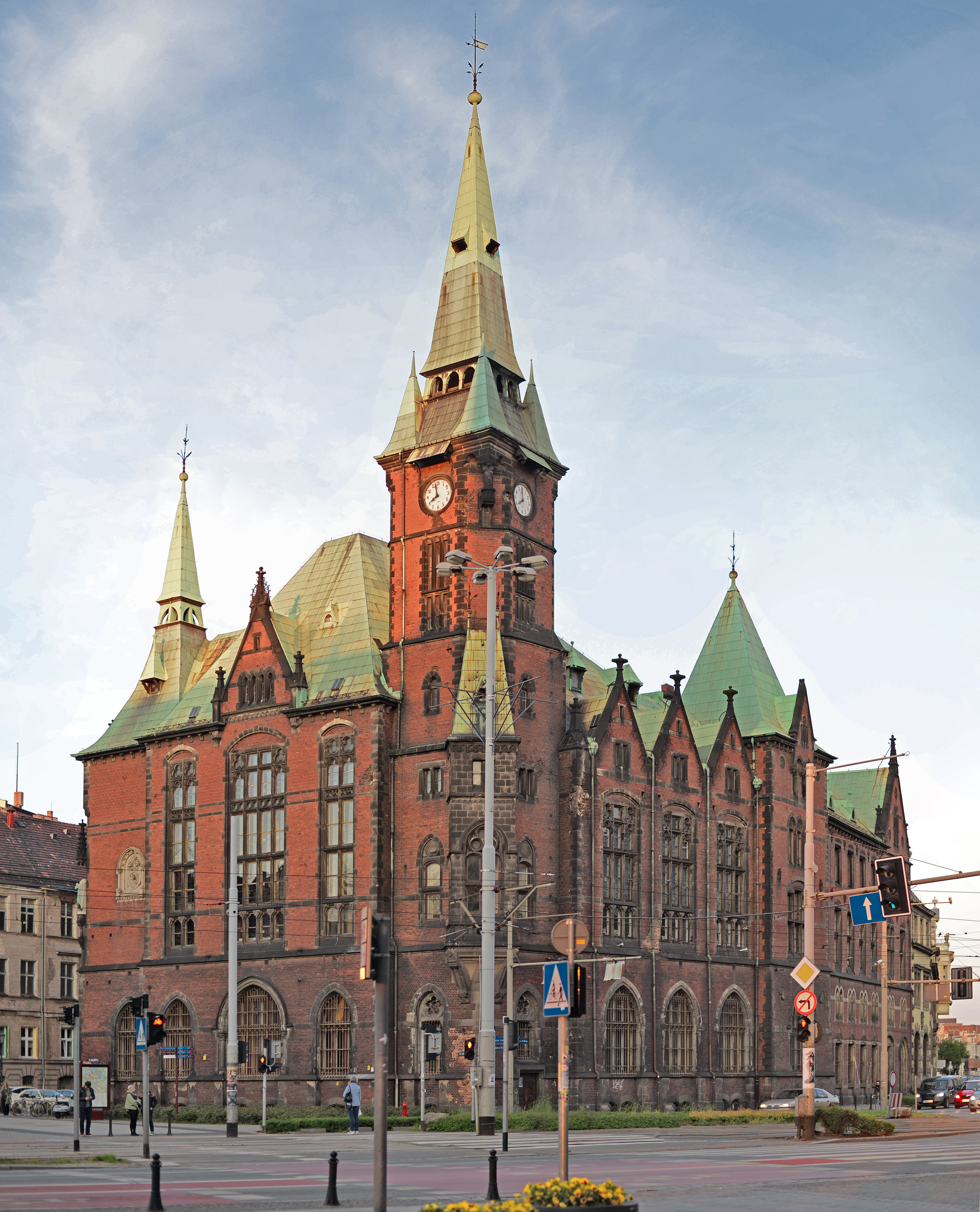
Städtische Sparkasse Breslau

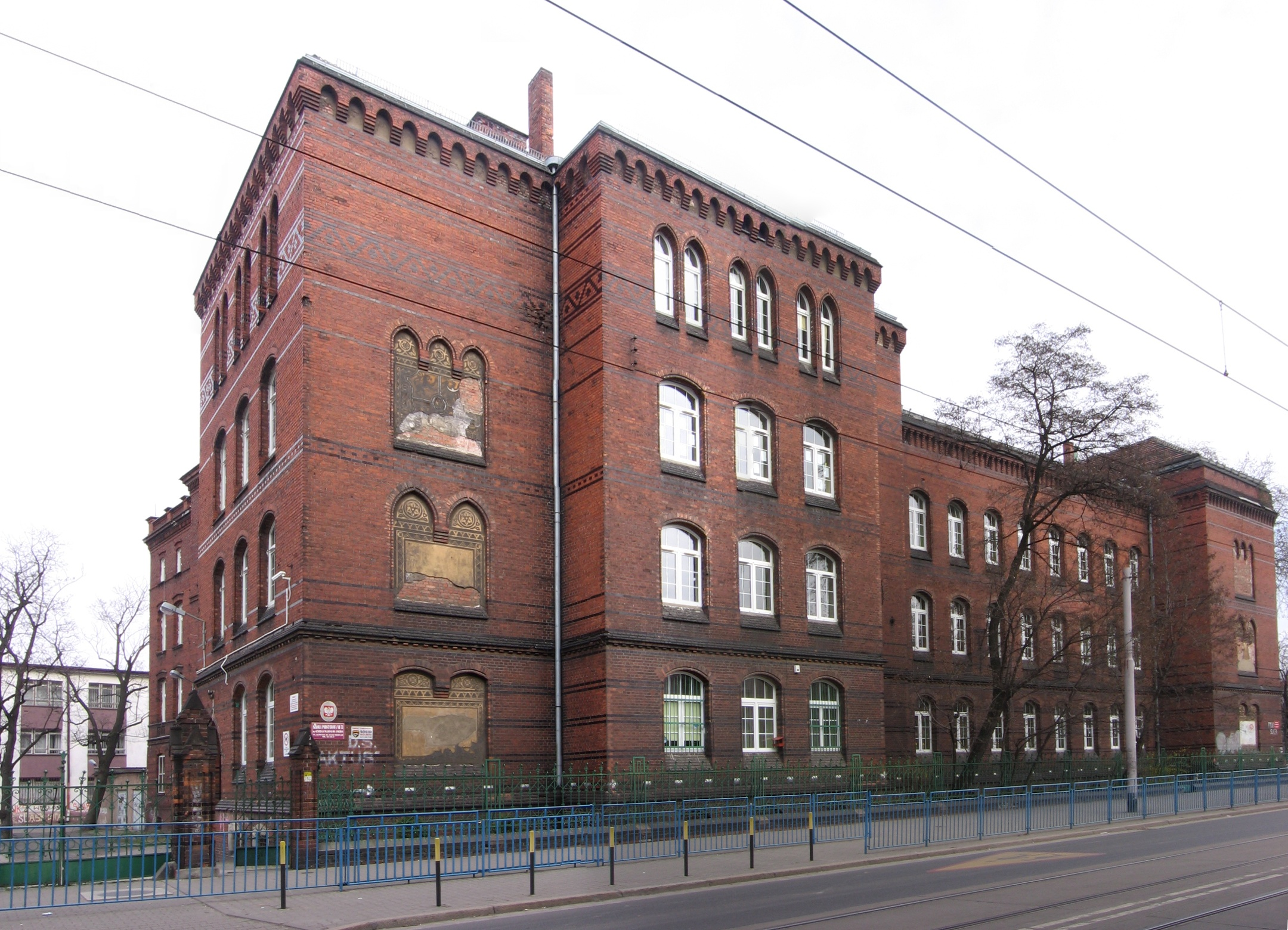
Volksschule an der Lehmgrubenstraße

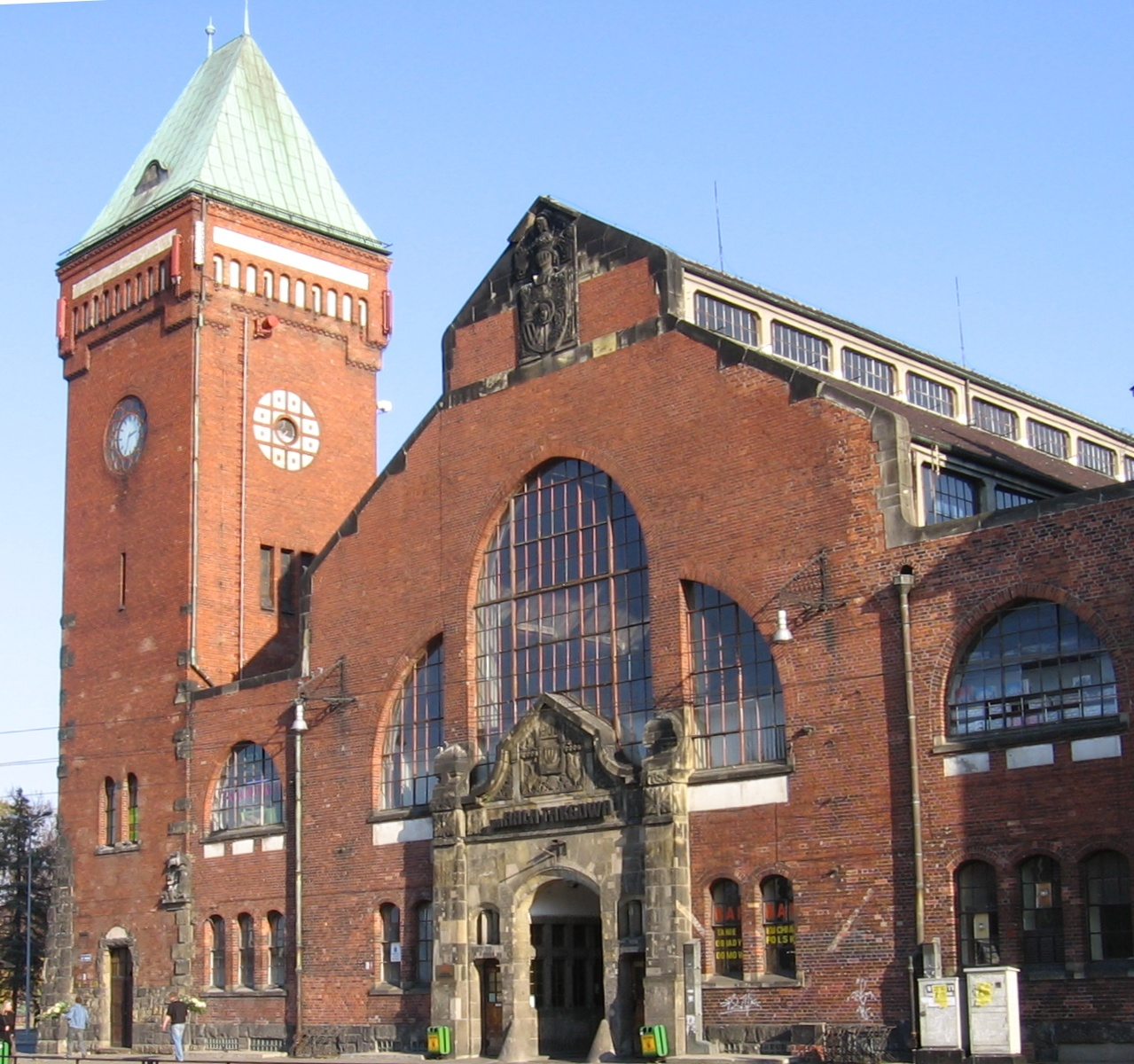
Markthalle Sandstraße / Ritterplatz

Richard Plüddemann war Sohn des Landbesitzers und Offiziers der preußischen Armee Sellmar Plüddemann. Ab 1857 besuchte er das Friedrich-Wilhelms-Gymnasium in Berlin. Nach dem Abitur 1866 und dem Militärdienst (er kämpfte im Deutschen Krieg) schrieb er sich 1868 an der Berliner Bauakademie ein und studierte u. a. bei Friedrich Adler und Johann Eduard Jacobsthal. Bei erneutem Militärdienst im Deutsch-Französischen Krieg nahm er 1870 an der Schlacht bei Weißenburg teil. Danach führte er sein Studium fort. Am 4. März 1876 gewann er den Schinkelpreis in der Kategorie Hochbau für den Entwurf eines Zentralfriedhofes für Berlin (in Spandau). Ab 1878 war er als Regierungsbaumeister (Assessor in der öffentlichen Bauverwaltung) zunächst beim preußischen Ministerium der öffentlichen Arbeiten in Berlin beschäftigt und wurde später nach Flensburg, Breslau und Potsdam versetzt.
1885 wurde er für eine zwölfjährige Amtszeit als Stadtbaurat (Baudezernent) nach Breslau berufen. Bei der Wahl durch den Stadtrat (die Stadtvertretung) setzte er sich am 2. Juli 1885 gegen seinen Vorgänger Johann Robert Mende sowie zwei weitere Breslauer Baubeamte im dritten Wahlgang überraschend durch und nach der Entlassung aus dem Staatsdienst am 1. September trat die Stelle am 3. September an. Nach Ablauf der 12 Jahre wurde er am 18. März 1897 für eine weitere Amtsperiode wiedergewählt. 1903 wurde ihm der Ehrentitel Geheimer Baurat verliehen.
Als Stadtbaurat entwarf Plüddemann die meisten öffentlichen Gebäude der expandierenden Stadt, wobei er ab Mitte der 1890er Jahre viele Planungsaufgaben insbesondere auf den Ratsbaumeister Karl Klimm sowie auf die Mitarbeiter Gustav Oelsner, Heinrich Küster, Julius Nathansohn und Charlot Cabanis übertrug und nur die Projektoberleitung behielt. Plüddemann zeichnete für zahlreiche Gebäude verantwortlich: nicht weniger als dreißig Schulgebäude, zwei innerstädtische Markthallen, mehrere Brücken, Badeanstalten, Zoll- und Feuerwachen, Waisenhäuser sowie die Hochbauten des neuen Oderhafens. Etwa die Hälfte dieser Gebäude ist erhalten. Auch die so genannte Grunwalder Achse (die frühere Kaiserstraße), welche die Ohlauer Vorstadt geradlinig mit der Fürstenbrücke verbindet, geht auf seine Idee zurück, ebenso wie die den Auftakt dieser Achse bildende Kaiserbrücke als Hängebrücke. Plüddemann schuf neugotische (bzw. nach seiner Bezeichnung im Geist des Alten) Klinkerbauten mit pittoresken Gebäudeabschlüssen, mit zahlreichen Giebeln, Gauben und kupfergedeckten Turmhelmen. Oft verwendete er Formsteine und Engobeziegel. Die Grundrisse seiner Schul- und Behördenbauten waren im Grunde rational und funktional. Für Plüddemann galt es jedoch als wichtig, die sich ergebende Gleichmäßigkeit der Fassaden aufzulösen, so verlieh er seinen Bauten einen historisch-romantischen Kostüm – ab 1900 auch mit Einflüssen des Jugendstils. Hinsichtlich der Bautechnik scheute er nicht vor modernen Lösungen zurück, wie z. B. der Anwendung von Stahlbeton.
1909 stellte sich Plüddemann, offenbar aufgrund des Alters und der nachlassenden Gesundheit, nicht mehr zur Wahl und ließ sich am 2. Januar, also bereits neun Monate vor dem Ablauf der Amtsperiode pensionieren. Aus diesem Anlass wurde mit dem preußischen Kronen-Orden III. Klasse sowie mit dem Ehrentitel Stadtältester ausgezeichnet. Zu Weihnachten 1909 besuchte er seine Familie in Berlin und erkrankte während der anstrengenden Rückreise schwer. Er verstarb kurz darauf, noch bevor sein wohl bekanntestes Werk, die Kaiserbrücke, Ende 1910 fertiggestellt wurde.
Plüddemanns Tochter war die Malerin, Bildhauerin und Glasmalerin Ina Hoßfeld (* 1881 in Flensburg; † 1943 in München). Ihr Mann, Friedrich Hoßfeld (* 1879; † 1972 in Stuttgart), 1918–1930 Stadtbaurat von Naumburg (Saale), war ein Sohn des Architekten Oskar Hossfeld.

## Bauten und Entwürfe (Auswahl)
- 1879–1882: Gerichtsgebäude für das Landgericht Flensburg (heutiger Altbau)
- 1890: Kapelle in Oberschreiberhau-Marienthal[6][7]

Alle nachfolgenden Bauten in Breslau:
- 1887–1891: Gebäude für die Städtische Sparkasse und das Stadtarchiv am Breslauer Roßmarkt (heute Universitätsbibliothek Breslau, ulica Karola Szajnochy);
 im Jahr 1931 gab es einen neuen Verwaltungsbau für die Sparkasse, der vom Architekten Heinrich Rump entworfen und realisiert wurde.[8]
- 1891–1893: Gebäude der Kanonenhofschule (jetzt IX. Allgemeinbildendes Lyzeum, ulica Piotra Skargi), gemeinsam mit Karl Klimm
- ab 1899: Gebäude der Baugewerkschule am Lehmdamm (heute Fakultät für Architektur und Institutsgebäude der Technischen Universität Breslau, ulica Bolesława Prusa), Planung 1899–1901, Ausführung 1903–1904 mit Karl Klimm
- 1895–1897: architektonische Gestaltung der Passbrücke (jetzt most Zwierzyniecki), mit Karl Klimm (Konstruktion von Alfred von Scholtz und Alfred Frühwirth)
- 1906–1908: Markthalle am Ritterplatz (jetzt plac Nankiera / ulica Piaskowa), mit Heinrich Küster, erhalten
- 1906–1908: Markthalle an der Friedrichstraße (jetzt ulica Kolejowa),
  - Hauptbaukörper mit Heinrich Küster, im Zweiten Weltkrieg beschädigt und im März 1973 abgebrochen
  - Vorderbau mit Julius Nathansohn, erhalten
- ab 1902: Vorentwurf für die architektonische Gestaltung der Kaiserbrücke (jetzt most Grunwaldzki) (Ausführung 1908–1910 auf Grundlage eines Wettbewerbsentwurfs von Martin Mayer und Robert Weyrauch unter Leitung von Plüddemann und Alfred von Scholtz)